# Incidente di Jinan
Il cosiddetto incidente di Jinan, noto anche come tragedia del 3 maggio, fu uno scontro armato verificatosi tra il 3 e l'11 maggio 1928 a Jinan in Cina, e vide contrapporsi le forze del Kuomintang cinese e quelle dell'Impero giapponese.
Poiché la città di Jinan era sede di importanti interessi economici nipponici in Cina, all'approssimarsi delle forze del Kuomintang alla fine di aprile 1928 truppe giapponesi furono inviate a presidiare la città. Prendendo a pretesto il massacro di una famiglia giapponese ad opera dei cinesi il 3 maggio, le truppe nipponiche sferrarono un violento attacco alle unità del Kuomintang, cacciandole dalla città e perpetrando uccisioni e atrocità a danno anche dei locali civili cinesi. Jinan rimase quindi sotto occupazione giapponese fino al marzo 1929.

## Antefatti
Lanciata dal Kuomintang di Chiang Kai-shek a partire dal luglio 1926, la grande campagna militare nota come "spedizione del Nord" puntò a porre fine all'era di anarchia politica in Cina nota come "periodo dei signori della guerra" e a dare un governo stabile e unitario alla Repubblica di Cina proclamata nel 1912.
Nel corso della "spedizione", truppe dell'Esercito rivoluzionario nazionale del Kuomintang, pervase da forti sentimenti anti-imperialisti, condussero una serie di attacchi contro le concessioni e i consolati stranieri a Nanchino nel corso del cosiddetto "incidente di Nanchino" del marzo 1927, portando a interventi armati di rappresaglia da parte delle grandi potenze. Chiang Kai-shek cercò di evitare il ripetersi di simili azioni e nel novembre 1927 si incontrò con il barone Tanaka Giichi, divenuto primo ministro del Giappone nell'aprile precedente in parte anche grazie alla promessa di intraprendere nuove e più aggressive misure rispetto ai suoi predecessori per proteggere le proprietà e gli interessi economici del Giappone in Cina. Chiang stesso aveva al momento solo una tenue presa sul potere in Cina, e si basava in gran parte sulla promessa di porre fine alla dominazione straniera e di restaurare l'unità del paese per rafforzare la sua legittimità.
Tanaka comprese che l'uso della forza non era necessariamente il modo migliore per proteggere gli interessi del Giappone in Cina, e del resto Chiang mostrò l'intenzione di tenere le sue truppe lontane da Jinan (capoluogo della regione dello Shandong e occupata da una folta comunità giapponese che vi esercitava un'importante influenza economica) al fine di evitare il rischio di uno scontro armato costoso e inutile con i nipponici. Senza alcuna garanzia formale che le truppe dell'Esercito rivoluzionario nazionale avrebbe evitato Jinan, tuttavia, gli impegni politici precedentemente assunti e l'insistenza da parte degli ambienti dell'Esercito imperiale giapponese forzarono Tanaka a inviare ulteriori truppe nipponiche nella regione dello Shandong: tra il maggio e il settembre 1927, circa 4 000 soldati giapponesi furono schierati a Qingdao e Jinan nel corso di quella che fu nota come "prima spedizione dello Shandong". Sia il Governo Beiyang a Pechino (rappresentativo dei signori della guerra cinesi del nord) che il governo nazionalista del Kuomintang a Nanchino protestarono vigorosamente contro questo spiegamento di truppe, visto come una violazione della sovranità della Cina, e le forze giapponesi furono ritirate non appena Chiang ebbe fermato la sua avanzata verso nord.

## L'incidente

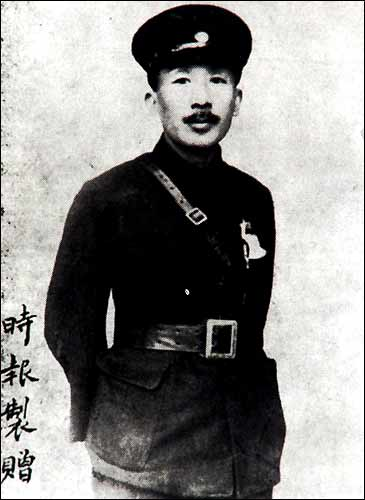
Il commissario cinese Cai Gongshi, capo della delegazione del Kuomitang trucidata dai giapponesi

Andando contro gli ordini da Tokyo che gli imponevano di rimanere fermo sulle sue posizioni, quando il 27 aprile 1928 le forze del Kuomintang ripresero la loro offensiva verso nord il comandante della concessione giapponese di Tientsin, generale Fukuda Hikosuke, iniziò a spostare truppe in direzione di Jinan e Qingdao lungo la ferrovia che congiungeva le due città (controllata dai giapponesi stessi), nel corso di quella che divenne nota come "seconda spedizione dello Shandong". Le forze dei signori della guerra cinesi abbandonarono Jinan il 30 aprile, e le unità del Kuomintang mossero sulla città nonostante gli ordini contrari emessi da Chiang Kai-shek.
La tensione prese a crescere quando le truppe nipponiche presero posizione attorno al consolato giapponese di Jinan e presso varie imprese e scuole giapponesi presenti in città. La situazione rimase ragionevolmente tranquilla e amichevole fino al 3 maggio, quando nel corso di alcuni disordini nei pressi della casa di una famiglia giapponese 12 civili nipponici rimasero uccisi; il console generale britannico a Jinan riferì che gli uomini della famiglia massacrata erano stati castrati dai cinesi. I resoconti giapponesi attribuirono il massacro alle truppe poste agli ordini del generale He Yaozu, già ritenute responsabili degli incidenti occorsi a Nanchino nel marzo 1927, mentre i resoconti cinesi sostennero che i soldati cinesi avevano reagito dopo essere stati attaccati dai giapponesi. Mentre scontri armati prendevano vita tra le truppe giapponesi e cinesi, rappresentanti delle due parti convennero di stabilire una tregua e un cessate il fuoco, e il console generale giapponese a Jinan fece pressioni in tal senso. Il generale Fukuda e i suoi sottoposti, tuttavia, sentivano che non potevano lasciare impunito questo insulto all'onore giapponese, ma rimandarono azioni su più vasta scala in attesa di ammassare sufficienti scorte di munizioni e vettovaglie.
Chiang Kai-shek giudicava più importante muovere a nord verso Pechino piuttosto che impegnarsi in scontri con i giapponesi a Jinan, e inviò una delegazione di suoi ufficiali per avviare i negoziati. Il 7 maggio il generale Fukuda trasmise ai cinesi un documento in cinque punti contenente le richieste dei giapponesi in merito all'incidente del 3 maggio, talmente oneroso da risultare inaccettabile per i cinesi stessi, corredandolo di un ultimatum di 12 ore per la sua accettazione; Fukuda inoltre ordinò di trattenere la delegazione del Kuomintang, comprendente il commissario Cai Gongshi e altri 16 ufficiali. Quando Cai Gongshi tentò di protestare, i soldati giapponesi lo aggredirono, gli ruppero una gamba e i denti, gli mozzarono la lingua e infine lo giustiziarono; tutti gli altri negoziatori del Kuomintang furono poco dopo passati per le armi dai giapponesi.
Dopo aver ricevuto rinforzi, le forze giapponesi sferrarono una serie di attacchi contro le unità del Kuomintang nei dintorni di Jinan, forzandole infine a ripiegare dalla zona l'11 maggio dopo aver subito migliaia di perdite; in seguito i giapponesi si abbandonarono a una serie di massacri all'interno della stessa Jinan, passando per le armi 200 feriti del Kuomintang ospitati nel locale ospedale oltre a più di 2 000 civili cinesi.
Sebbene in pubblico Chiang non avesse espresso scuse nei confronti dei giapponesi per i fatti di Jinan, pochi giorni dopo rimosse dal suo incarico il generale He Yaozu attribuendogli la colpa per l'accaduto; nel suo diario personale, il capo del Kuomintang espresse la sensazione che il Giappone fosse divenuto il più grande nemico della Cina, ma che tuttavia «prima che si possa regolare i conti bisogna essere forti».

## Conseguenze
L'incidente di Jinan rimase tutto sommato un isolato esempio di aggressione giapponese e di resistenza cinese, e un accordo generale tra i due contendenti fu rapidamente raggiunto: le forze di Chiang ripresero la loro marcia verso il nord della Cina, e le unità dell'esercito giapponese continuarono a tenere le posizioni occupate rappresentando una forza di dissuasione per il nazionalismo cinese. Ad ogni modo, il governo giapponese riconobbe che l'incidente di Jinan era stato una sventura e a partire dal marzo 1929 iniziò a ritirare le proprie truppe dalla città.
I generali giapponesi espressero il timore che Chiang potesse dare risposta alle agitazioni patriottiche dei cinesi e porre quindi una minaccia agli interessi economici e politici del Giappone nel sud della Manciuria. Il 4 giugno 1928, mentre viaggiava su un treno speciale, il signore della guerra Zhang Zuolin, leader della Manciuria e che aveva espresso l'intenzione di unire le sue forze a quelle di Chiang, rimase ucciso in un'esplosione; l'attentato fu organizzato dai militari nipponici, mettendo così in moto una catena di eventi che avrebbe in seguito portato all'invasione giapponese della Manciuria nel settembre 1931.